# ロードハウナナフシ
ロードハウナナフシ (Dryococelus australis) は、ナナフシ目ナナフシ科Dryococelus属に分類される昆虫。本種のみでDryococelus属を構成する。
1925年に一旦絶滅したとされるも、2001年に再発見された昆虫である。「最も希少な昆虫」とされている。

## 分布
オーストラリア本土の東約600kmの海上に位置する突岩状の孤島 ボールズ・ピラミッドに生息。近傍の有人島 ロード・ハウ島では絶滅した。#歴史と保護節を参照。

## 形態と行動
成体の大きさは雌で体長15cm、体重25g、雄はより小さい。この大きさのために時としてland lobster（陸のザリガニ）やwalking sausage（歩くソーセージ）などと呼ばれる。体は細長く、頑強な脚を持つ。雄には奇妙な刻み目がある。ナナフシ類には基本的には翅があるが、この種は翅を持たない。
このナナフシの行動は、昆虫としては特に変わっている。雄と雌はある種のつがい状態を形成する。雄は雌の後について、雌の動きに合わせて運動する。つがいは夜間には雄が三対の足で雌を包むようにして休息する。
雌は低木の枝からぶら下がって産卵する。孵化には9か月を要し、孵化した幼生は初めは明るい緑色で昼間に活動するが、成熟すると黒くなって夜行性となる。なお、成虫は死んで時間が経つと、茶色に変色する。

## 分類
ボールズ・ピラミッドで発見されたナナフシ類（下記参照）は、ロードハウ島にかつて生息していた本種よりも小型、後脚大腿部の棘が小さい、樹上棲ではない等の比較的大きな差異も見られたが、2017年に発表されたロード・ハウ島産の本種の標本との飼育個体の核DNAとミトコンドリアDNAの分子系統解析では、詳細な解析結果を得るために両者の標本がより必要としながらもミトコンドリアDNAの遺伝的差異が1 %未満で種内変異の範疇に収まるという解析結果を得ている。この解析からボールズ・ピラミッド産個体群はロード・ハウ島産と長期間隔離されていたわけではなく、比較的近年にボールズ・ピラミッドに到着したことが示唆されている。

## 歴史と保護

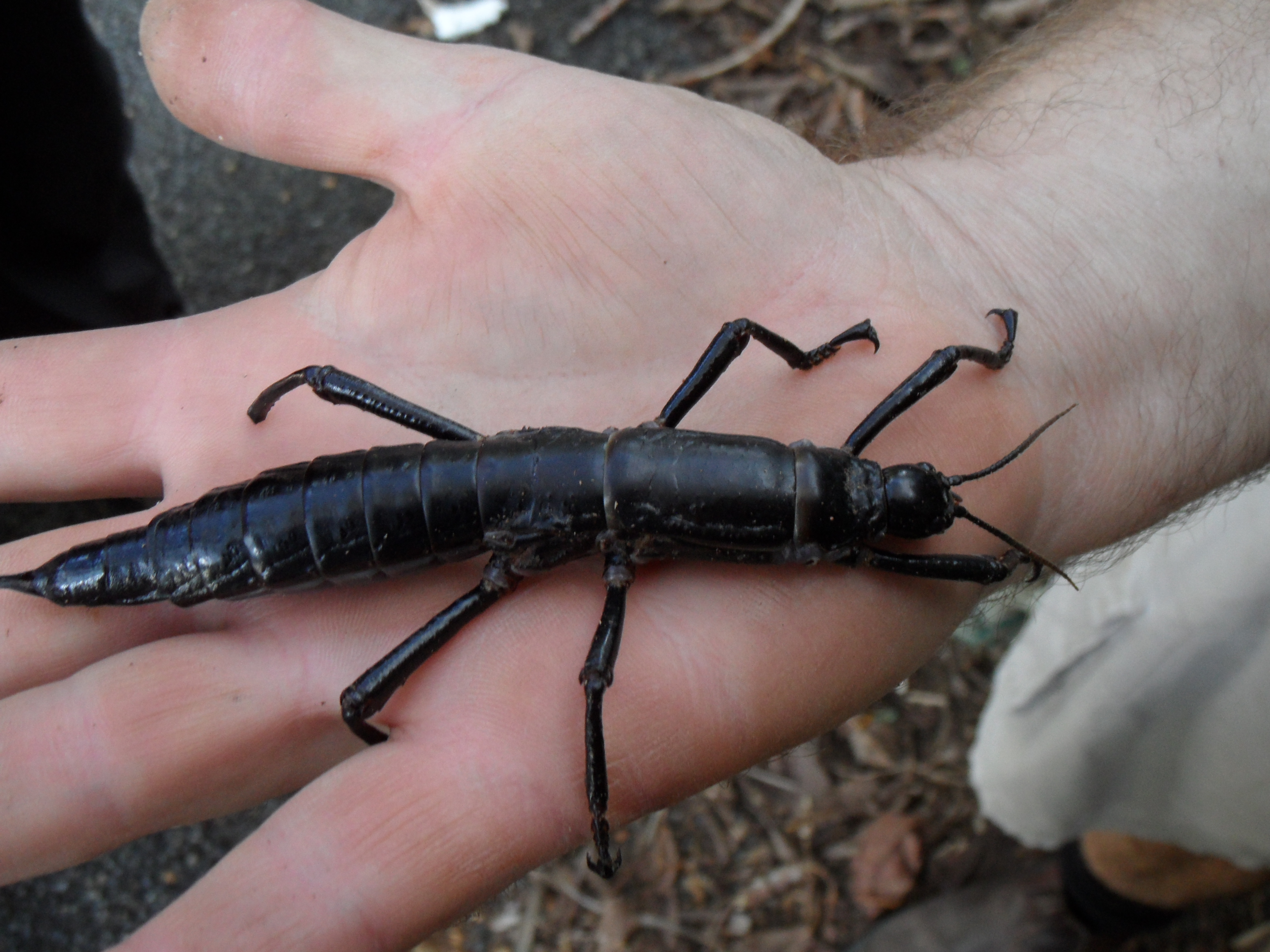
Lord Howe Island stick insect Dryococelus australis

かつてはロード・ハウ島では普通種であり、釣り餌として使われたこともあるが、最後の個体が確認されたのは、補給船Makambo号により島にクマネズミが持ち込まれてから2年後の1920年で、以降本種は絶滅したと考えられていた。
1960年代、ロード・ハウ島から約20キロメートル離れたボールズ・ピラミッドを訪れたロッククライマーが、ロードハウナナフシの死骸を発見した。その後、数年にわたり、数個体の死骸が発見されたが、生きた個体は発見できなかった。
2001年、昆虫学者と自然保護団体からなる調査隊がこの島の動物相と植物相を調べるために上陸した。そして驚いたことにこのナナフシの個体群を再発見したのである。それは一本のMelaleuca（フトモモ科：ティートリーの仲間）の低木の下で、個体数は極めて少なく20-30個体だけだった。
2003年、ニューサウスウェールズ自然公園と野生動物局の調査隊がボールズ・ピラミッドを再び訪れ、二組の交配中の番いを採集し、一組はシドニーの個人的な飼育者に渡され、もう一組はメルボルン動物園へ持ち込まれた。最初は困難もあったが、無事に飼育下での繁殖は成功した。最終的な目的は、この種をロードハウ島へ再導入するのに十分なだけの個体数の確保である。2006年現在では、飼育下の個体群は50程の個体と、孵化を待っている1000程の卵からなっている。
2017年、沖縄科学技術大学院大学らの研究グループが、ロード・ハウ島で絶滅したとされていたロードハウナナフシが、現在も20匹のロードハウナナフシからなる個体群として実際にボールズ・ピラミッドに生息していることを確認し報告した。